# Toril Bakken Kåven

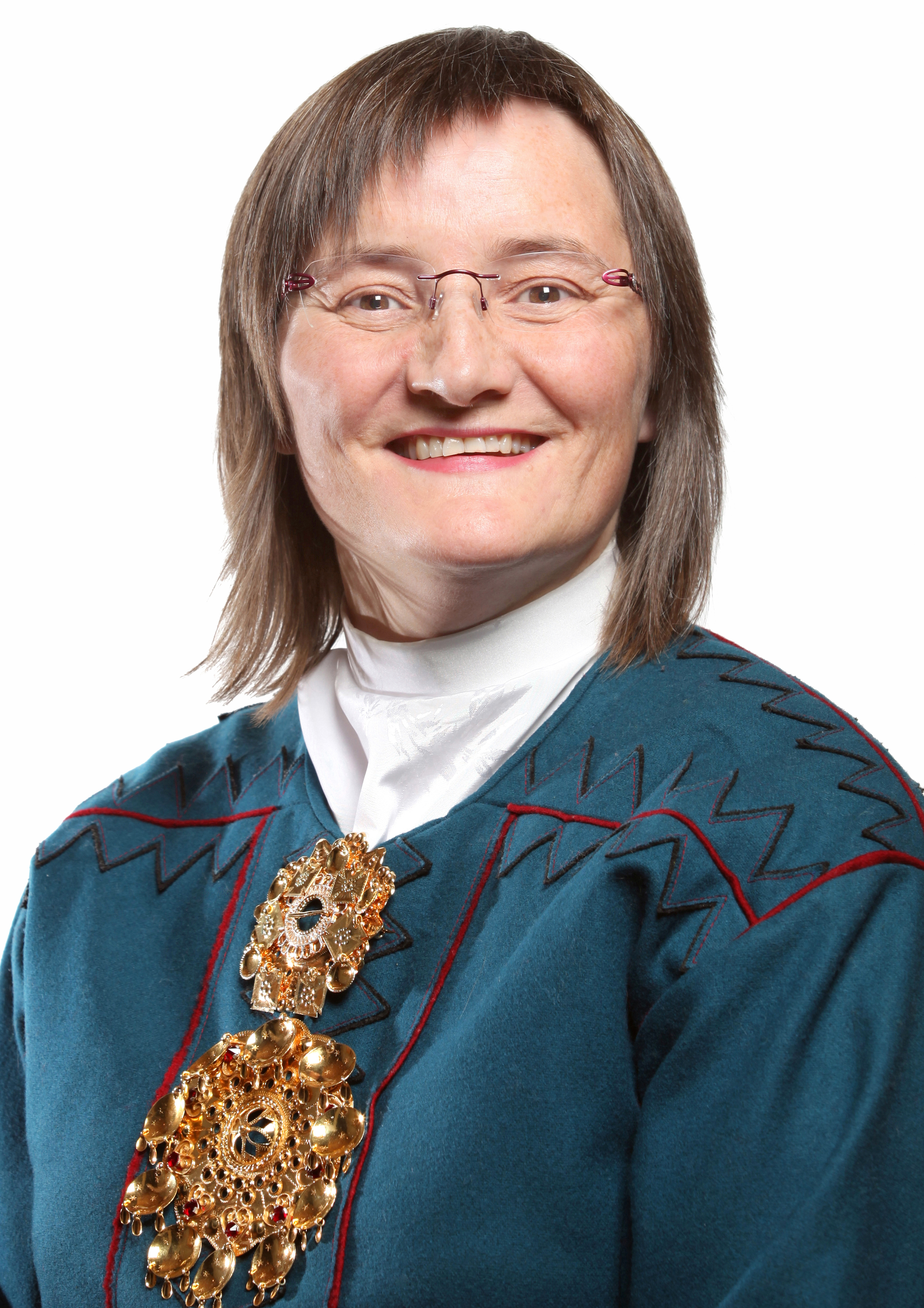
Toril Bakken Kåven, 2013

Toril Bakken Kåven (* 10. April 1968) ist eine norwegische Politikerin der Partei Nordkalottfolket. Sie ist seit 2005 Abgeordnete im norwegischen Sameting und seit 2023 Abgeordnete im Fylkesting von Troms. Bis 2022 war sie Vorsitzende ihrer Partei.

## Leben
Kåven hat eigenen Angaben zufolge samische, kvenische und norwegische Vorfahren und versteht die samischen Sprachen nur kaum. Sie besuchte die weiterführende Schule in Alta und hat einen Masterabschluss in Tourismus von der University of Surrey und der Universität Gent. Des Weiteren schloss sie das Grundfach Italienisch an der Universität Bergen ab. Von 1988 bis 1991 arbeitete sie in verschiedenen Saisonjobs in Finnland, Schweden, Italien und Deutschland. Ab 1994 war sie für rund ein Jahr in der Tourismusbranche in der Finnmark tätig, bevor sie von 1995 bis 1998 in der Tourismusbranche auf Spitzbergen arbeitete. Anschließend begann sie eine Tätigkeit als Dozentin für Tourismus an der Hochschule Finnmark (Høgskolen i Finnmark). Zudem wurde sie in Alta eigenständig tätig.
Im Jahr 2005 gründete sie die Wahlliste Finnmarkslista. Aus dieser ging später die Partei Nordkalottfolket hervor. Kåven zog bei der Sametingswahl 2005 erstmals in das norwegische Sameting ein. Dort wurde sie Mitglied im Planungs- und Finanzausschuss. Bei der Wahl 2009 zog sie für den samischen Wahlkreis Nordre valgkrets erneut in das Sameting ein. Kåven ging in den Wirtschafts- und Kulturausschuss über, dessen Vorsitzende sie wurde. Im Anschluss an die Wahl im Herbst 2013 kehrte sie als normales Mitglied in den Planungs- und Finanzausschuss zurück. Dort verblieb sie nach den Sametingswahlen 2017 und 2021. Bei der Wahl im Herbst 2021 war sie als Kandidatin für das Amt der Sametingspräsidentin angetreten. Ihre Partei erzielte schließlich die zweitmeisten Stimmen.
Neben ihrer Tätigkeit als Sametingsabgeordneter zog Kåven im Herbst 2019 in das Fylkesting von Troms og Finnmark ein. Die Partei war bei der Fylkestingswahl 2019 zum ersten Mal bei einer Fylkestingswahl angetreten. Im Mai 2022 kündigte sie an, im Juni 2022 nicht mehr erneut zur Wahl des Parteivorsitzenden anzutreten. Im Juni 2022 wurde schließlich ihr Nachfolger Arne Kristian Vestre gewählt. Bei der Fylkestingswahl 2023 zog sie in das Fylkesting von Troms ein.